# Gabriel Valenzuela
Gabriel Valenzuela (Bogotá, 10 de junio de 1981) es actor y cantante colombiano.
En 2006 elegido entre Los más bellos de TVyNovelas. Actualmente reside en la ciudad de Miami donde en menos de 2 años ha logrado impactar público de habla hispana y en diferentes países en donde se han transmitido dos telenovelas que ha realizado en Estados Unidos para cadena Telemundo La casa de al lado por la cual ha sido ganador de 2 premios, dos por votación de televidentes en su papel de Emilio Conde y Corazón valiente donde realizó dos diferentes roles, primero como antagónico es decir, haciendo el papel de Luis Martínez, segundo como Camilo Martíne" en rol de comedia y acción, el tercero como Nicolás en La fan.

## Vida personal
Durante más de dos años pareja de la actriz mexicana Katie Barberi de quien se separó en 2009. 
Gabriel conoció a actriz cubana Aylín Mujica durante grabaciones de Niños ricos, pobres padres en 2009 e inició relación con ella con quien tiene hija llamada Violeta, nacida el 6 de abril de 2010 en Mercy Hospital de Miami pesó 7.5 libras y altura de 19 pulgadas. 
Valenzuela contrajo nupcias con Mújica el 24 de septiembre de 2010. Pero se divorciaron a mediados del 2012. 
También tiene hijo llamado Emmanuel de relación anterior que se desconoce nombre de madre.
En febrero de 2015 se hizo público que mantenía relación con presentadora puertorriqueña de Sábado gigante y ganadora de Nuestra Belleza Latina 2014, Aleyda Ortiz durante más de seis meses. Se dio a conocer en programa. Su relación terminó a mediados de septiembre de 2015. Reside actualmente en Miami.

## Filmografía

### Televisión
| Año       | Título                        | Personaje                                                   | Canal               |
| --------- | ----------------------------- | ----------------------------------------------------------- | ------------------- |
| 2017      | Milagros de Navidad           | Tomás Bustamante.                                           | Telemundo.          |
| 2017      | La fan                        | Nicolás.                                                    | Telemundo.          |
| 2015-2016 | ¿Quién es quién?              | Jonathan García.                                            | Telemundo.          |
| 2015      | Dueños del paraíso            | José Carlos Quezada.                                        | Telemundo.          |
| 2015      | Demente criminal              | Julio Villalobos.                                           | Univision.          |
| 2013-2014 | Marido en alquiler            | Fernando Sosa.                                              | Telemundo.          |
| 2012-2013 | Corazón valiente              | Luis Martínez / Camilo Martínez.                            | Telemundo.          |
| 2011-2012 | La casa de al lado            | Emilio Conde Spencer.                                       | Telemundo.          |
| 2009-2010 | Niños ricos, pobres padres    | Gabriel Granados.                                           | Telemundo.          |
| 2008-2009 | Doña Bárbara                  | Lorenzo Barquero (joven).                                   | Telemundo.          |
| 2008-2009 | Decisiones                    | Ramiro Peña capitulo (Un novio mucho mayor)                 | Telemundo.          |
| 2008-2009 | Decisiones                    | Fabian capitulo (Amor prohibido)                            | Telemundo.          |
| 2007-2008 | La marca del deseo            | Esteban Falcón.                                             | Canal RCN.          |
| 2007      | El Zorro: la espada y la rosa | Alejandro de la Vega (hijo de Diego de la Vega) / El Zorro. | Telemundo.          |
| 2006-2007 | Floricienta                   | Chacho.                                                     | RCN Televisión.     |
| 2005-2006 | Los Reyes                     | Felipe Donoso.                                              | RCN Televisión.     |
| 2005      | La saga: negocio de familia   | Mauricio Muñoz.                                             | Caracol Televisión. |
| 2002      | Padres e hijos                | Marcos.                                                     | Caracol Televisión. |
| 2002      | La lectora                    | Kevin.                                                      | RCN Televisión.     |
| 1999      | Tabú                          | Felipe.                                                     | Canal 1             |
| 1999      | Julius                        | Bobby.                                                      | Caracol Televisión  |
| 1996      | Conjunto Cerrado              | Carlos Arthuro.                                             | Canal A             |
| 1993      | Fiebre                        |                                                             |                     |

## Reality
| Año  | Título           | Rol          | Canal           |
| ---- | ---------------- | ------------ | --------------- |
| 2019 | Reto 4 elementos | Participante | RCN Televisión. |

## Cine
| Año  | Título                      | Personaje   |
| ---- | --------------------------- | ----------- |
| 2017 | Juan Apóstol, El más amado. | Jefe Romano |

## Teatro
| Año  | Título                                 |
| ---- | -------------------------------------- |
| 2009 | Improductivo - Match de Improvisación. |
| 2008 | Tartufo.                               |
| 2003 | Juego de Muchachos.                    |
| 1992 | La zapatera Prodigiosa "García Lorca". |

## Premios y nominaciones
| Año  | Premio                      | Categoría              | Telenovela         | Resultado |
| ---- | --------------------------- | ---------------------- | ------------------ | --------- |
| 2012 | Anexo:Premios Tu Mundo 2012 | Mejor actor de reparto | La casa de al lado | Ganador   |
| 2012 | Miami Life                  | Mejor actor de reparto | La casa de al lado | Ganador   |
| 2013 | Miami Life                  | Mejor villano          | Corazón valiente   | Ganador   |